# カイ・シーグバーン
カイ・シーグバーン（Kai Manne Börje Siegbahn, 1918年4月20日・ルンド – 2007年7月20日）は、スウェーデンの物理学者。1944年にストックホルム大学で博士号を取得し、1981年に光電子分光法の研究により、ニコラス・ブルームバーゲン、アーサー・ショーローとともにノーベル物理学賞を受賞した。シーグバーンは、高分解能の光電子分光法によって化学分析を行う手法を開発した。ウプサラ大学のオングストローム研究所で働いていた。
父親のマンネ・シーグバーンも1924年にノーベル物理学賞を受賞している。

## 典拠
- Kai M. Siegbahn Facts Nobel Foundation